# アラー・ウッディーン・フサイン・シャー
アラー・ウッディーン・フサイン・シャー（Ala ud-Din Hussain Shah, 生年不詳 - 1519年）は、東インドのベンガル・スルターン朝、フサイン・シャーヒー朝の君主（在位：1493年 - 1519年）。

## 生涯
その出自は明らかではなく、ムハンマドの子孫たるサイイドであったとも、ベンガルに到来したアラブ人だとも、旧王家イリヤース・シャーヒー朝の末裔ともいわれている。また、彼自身がアラビア半島のメッカ出身であるとする説もあれば、父親がトルキスタンから到来し彼自身はベンガル人とする説もある。このように諸説あるものの、いずれも定説に至っていない。
フサイン・シャーは軍人から身を起こし、ハバシュ人（アビシニア人）君主のもとでは宰相を務めた。そして、ハバシュ人王朝の最後の王シャムスッディーン・ムザッファル・シャーを殺害し、貴族らに選出され王となり、フサイン・シャーヒー朝を樹立した。ここに1487年から続いた混乱に終止符が打たれ、フサイン・シャーは事態を収拾することに成功した。

### 諸方面での戦い

#### デリー・スルターン朝との決着
1479年、ジャウンプル・スルターン朝がデリー・スルターン朝のローディー朝に滅ぼされたのち、その君主フサイン・シャーはビハールに退き、そこで抵抗を重ねていたが、1494年にシカンダル・ローディーに追い払われた。フサイン・シャーはベンガルへと逃亡した。
1495年、シカンダル・ローディーの遠征軍がベンガルに侵入し、数次にわたる戦役が繰り広げられた。その結果、同年にフサイン・シャーはローディー朝と領土の現状維持、相互不可侵の協定を結んだ。また、未確定であった国境線が画定され、デリーから実効ある独立が宣言された。以後、デリー・スルターン朝との争いはなくなった。

#### アッサム方面への遠征
1499年から1502年にかけて、フサイン・シャーは将軍シャー・イスマーイール・ガーズィーにアッサム方面のカーマタ王国を攻めさせた。彼はカーマタ王国の領土を併合したばかりか、その首都を略奪し、王を捕虜にした。このことは碑文にも記されている。

#### オリッサとの戦い
1508年から翌1509年にかけて、シャー・イスマーイール・ガーズィーをオリッサのガジャパティ朝に遠征させた。そして、この遠征軍はプリーにまで到達し、ジャージナガルとカタックを襲撃した。
当時、ガジャパティ朝の君主プラターパルドラは南への遠征で忙しかったが、この報を聞いてオリッサへと戻った。彼はベンガルの遠征軍を破り、ベンガルの国境まで追撃し、マンダラン城に包囲した。だが、それを攻め落とすことはできなかった。
以降、フサイン・シャーの治世を通して、ベンガルとオリッサの国境では断続的な争いが繰り広げられた。

#### トリプラ、アラカンへの遠征
フサイン・シャーはトリプラ王国へ遠征軍を派遣した。だが、トリプラ側の記録によると、4度遠征軍を派遣したものの、激しい抵抗にあって領土を獲得できなかったという。だが、ハワース・ハーンのソーナールガーオン碑文（1513年）によると、トリプラ王国の領土の一部を獲得したとされる。
フサイン・シャーのトリプラ遠征中、アラカン王国はトリプラ王国を支援した。また、チッタゴンを占領し、フサイン・シャーの役人らを追放していた。そのため、1513年にフサイン・シャーはアラカン王国へ遠征軍を派遣した。この遠征でチッタゴンは奪還され、1516年まで遠征は継続された。
また、ポルトガルの航海者ヴァスコ・ダ・ガマが1498年にインドへと来航した。そのため、ポルトガルの使者が外交関係を確立するため、フサイン・シャーの治世の終わりにベンガルへと来航している。

### 中世ベンガルの黄金期

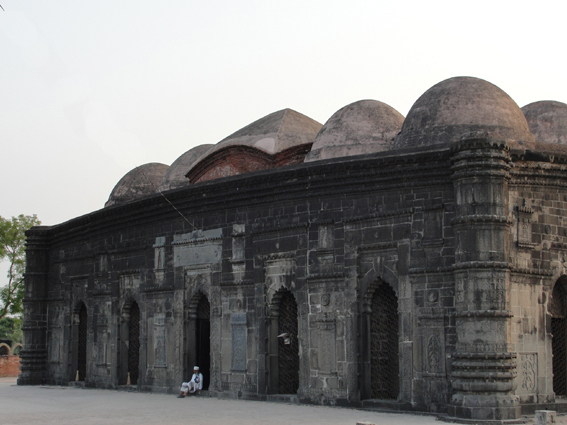
フサイン・シャーの治世に建設されたソーナ・モスク

フサイン・シャーは内政面では成功をおさめ、政治を長年支配してきたアビシニア人を排斥し、ヒンドゥー教徒とムスリムを平等に扱い、ヒンドゥー教徒も政府の重役に任じた。
また、その治世は文化が栄え、ベンガル語やベンガル文字が広く使われ、多くの詩人や学者が輩出された。そのため、彼の治世は中世ベンガルの黄金期と評されている。

### 死
フサイン・シャーは死亡し、息子のナーシルッディーン・ヌスラト・シャーが王位を継承した。